# Vincent Rüfli
Vincent Rüfli (Carouge, 22 gennaio 1988) è un calciatore svizzero, difensore dell'Étoile Carouge.

## Carriera

### Club
Fa il suo esordio nella massima serie elvetica con la maglia del Servette durante la partita del 17 luglio 2011 contro il Thun (sconfitta in casa per 2-1). Il 5 febbraio 2012 segna contro lo Young Boys la sua prima rete in Super League. Dopo cinque stagioni trascorse a Ginevra  e la relegazione del Servette, firma per tre anni con la squadra vallesana del  Sion.

### Nazionale
Viene convocato per la prima volta in Nazionale in occasione delle due partite amichevole contro i Paesi Bassi e il Lussemburgo l'8 novembre 2011. Fa il suo esordio il 15 novembre 2011 contro il Lussemburgo sostituendo Stephan Lichtsteiner nella ripresa.

## Palmarès

### Club
- Coppa Svizzera: 1

Sion: 2014-15